# Ardennes Fury – Die letzte Schlacht
Ardennes Fury – Die letzte Schlacht (Originaltitel Ardennes Fury) ist ein amerikanischer Direct-to-Video Kriegsfilm aus dem Jahr 2014 von Joseph J. Lawson. Der Film wurde von der B-Movie-Company „The Asylum“ produziert. 

## Handlung
Im Spätherbst 1944, kurz vor der Ardennen-Offensive, kämpft eine US-amerikanische Panzereinheit unter Sgt. Lance Dawson alleine gegen die deutschen Truppen, von denen sie umzingelt werden. Ihr Ziel ist der Sammelpunkt hinter den verbündeten Linien. Doch am Panzer ist so gut wie alles kaputt (das MG klemmt, der Treibstoff ist alle etc.). Um neuen Treibstoff zu bekommen, teilen sie sich auf und gehen zu einem einen Kilometer entfernten Versorgungs-LKW, bei dem sie unter anderem eine Frau finden, die sich als Schwester Claudette vorstellt und auf dem Weg war, um Hilfe zu holen, weil die Waisen aus ihrem Waisenhaus evakuiert werden müssen. Nach einigen Streitereien entscheidet Sgt. Dawson, sich erneut aufzuteilen und zu versuchen, die Waisen zu retten. Auf dem Weg zum Waisenhaus werden sie immer wieder von den Deutschen aufgehalten, und der Trupp wird immer mehr ausgedünnt. Am „Waisenhaus“ angekommen, stellt sich heraus, dass es sich nur um eine verzweifelte Mutter handelt, die ihre zwei Kinder und eine echte Nonne in einer Scheune versteckt gehalten hat. Inzwischen werden die verbleibenden Männer am Panzer von deutschen „Tigern“ angegriffen. Wie durch ein Wunder überleben sie diesen Angriff. Gleichzeitig steht auch die Scheune unter Beschuss. Während des Feuergefechts verschwindet eines der Kinder. Der Junge wird zwar aufgefunden, aber vor den Augen von CK erschossen. Auch auf dem Rückweg zum Panzer werden sie immer weiter ausgedünnt. So opfert sich unter anderem der schwerverwundete Griffin, um den anderen die Flucht zu ermöglichen. Auch die Nonne überlebt den Weg nicht, da sie auf eine Mine tritt. Am Ende sind nur noch Sgt. Dawson, Pvt. CK Luinstra sowie Claudette und ihre Tochter am Leben. Sie werden von den Deutschen aufgestöbert und müssen sich ihnen ergeben. Während des Verhörs schaffen sie es, sich zu befreien und mit einem gestohlenen Fahrzeug der Deutschen zu entkommen. Allerdings werden sie von einem Panzer verfolgt, und auch hier geht der Treibstoff etwa 1 Meile vor den verbündeten Truppen zu Ende. Auf einem Feld kommt es zum Showdown. Während der Plan der Amerikaner, das ganze Gebiet mit Bomben zu überhäufen, im Hintergrund bereits in vollem Gange ist, versuchen die vier zu Fuß, aus dem Sperrfeuer zu gelangen. Nachdem der Panzer des gegnerischen Majors von einer Bombe getroffen wurde, schießt der deutsche Major Zeller Claudette, welche vor Erschöpfung liegen geblieben war, an. Dawson will ihr helfen und schickt CK mit dem Mädchen alleine weiter. Auf einer Wiese, umzingelt von einschlagenden Bomben, liefern sich die beiden einen Messerkampf, aus dem Dawson nur aufgrund der Hilfe der bereits totgeglaubten Claudette als Sieger hervorgeht. Gemeinsam schaffen sie es geradeso bis zum Waldrand und verabschieden sich bereits von der Welt, als plötzlich der Panzer auftaucht, der wie durch ein Wunder den Kampf mit etlichen deutschen Panzern unbeschadet überstanden hat. Während CK, welcher das Lager erreicht hat, mit dem MG die feindlichen Deutschen erschießt, gelangen sie mit dem Panzer gerade noch zu den verbündeten Panzern, welche zu hunderten in den Wald fahren. In der letzten Einstellung ist zu sehen, wie Claudette mit ihrer Tochter vereint wird und der Sergeant sich das erste Mal in seinem Leben ausruhen will und ihm die Zeit egal ist.

## Kritik
Das Lexikon des internationalen Films urteilt: „Actionbetonte Heldenfabel, für die der Zweite Weltkrieg lediglich als Bestätigung des US-amerikanischen Selbstbewusstseins dient.“
kino.de sagte über Ardennes Fury:

„Amerikanische Soldaten riskieren ihr Leben für kleine Kinder, während deutsche Soldaten noch im Sterben mit letzter Kraft solche erschießen in einem für geringes Geld vergleichsweise kompetent gewirkten Action-Kriegsfilm aus der notorischen B-Movie-Schmiede The Asylum. Größere Kampfhandlungen, Flieger und Explosionen kommen allesamt aus dem Computer. Wer damit kein Problem hat, kommt bei einer spannenden Verfolgungsjagd auf seine bescheidenen Kosten.“

Private Zuschauer beurteilten den Film durchschnittlich mit überwiegend wenigen Sternen.
Bei kino.de wurden durchschnittlich 2/5 Sternen abgegeben.
Bei Filmstarts wurden durchschnittlich 2,7/5 Sternen abgegeben.
Bei Moviepilot wurden durchschnittlich 1,1/10 Sternen abgegeben.